# Southam (Gloucestershire)
Southam – wieś w Anglii, w hrabstwie Gloucestershire, w dystrykcie Tewkesbury. Leży 16 km na północny wschód od miasta Gloucester i 141 km na zachód od Londynu.